# Jamaebada
Jamaebada (hangeul: 자매바다, lett. Le sorelle del mare; titolo internazionale Sisters of The Sea, nota anche come Sea of Sister) è un serial televisivo sudcoreano trasmesso su MBC dal 1º agosto 2005 al 27 gennaio 2006.

## Trama
La serie ruota intorno alla storia delle sorelle Song, Jung-hee e Choon-hee.

## Personaggi
- Song Jung-hee, interpretata da Go Jung-min e Kim So-eun (da giovane)
- Song Choon-hee, interpretata da Lee Yoon-ji e Lee Se-young (da giovane)
- Kang Dong-shin, interpretato da Kim Chan-woo e Sungmin (da giovane)
- Woo Choong-geun, interpretato da Lee Hyung-chul e Kim Seung-hyun (da giovane)
- Kim Soon-young, interpretata da Kim Hyun-joo
- Kim Seok-goo, interpretato da Yoon Gi-won
- Jung Myeong-jin, interpretato da Jung Won-joong
- Cho Han-bin, interpretata da Yeo Woon-kay
- Jung Min-ja, interpretata da Cha Joo-ok
- Jung In-chul, interpretato da Jang Tae-sung
- Woo Choong-hee, interpretata da Noh Hyun-hee
- Song Tae-il, interpretato da Jung Han-yong
- Lee Geum-bok, interpretata da Kyeon Mi-ri
- Jang Ho-sik, interpretato da Na Han-il